# Gro Hammerseng-Edin
Gro Hammerseng-Edin; z d. Hammerseng; (ur. 10 kwietnia 1980 w Gjøviku) – norweska piłkarka ręczna, reprezentantka kraju, rozgrywająca. Od sezonu 2012/2013 występuje w Larvik HK.

## Życie prywatne
W latach 2005–2010 była związana z Katją Nyberg, norweską szczypiornistką. Od 2010 jest związana Anją Edin. W 2011 r. Gro ogłosiła, że jest w ciąży. W lutym 2012 r. urodził im się syn Mio. W sierpniu 2013 para wzięła ślub.

## Kariera
Karierę rozpoczęła w swoim lokalnym nieistniejącym już klubie Vardal. Później był Raufoss i Gjøvik og Vardal.
Od 2003 do 2010 grała w duńskim FC Midtjylland Håndbold, dawniej Ikast-Brande Elite Håndbold.
Od sezonu 2010/ 2011 swoją karierę kontynuuje w norweskim klubie Larvik HK.
W reprezentacji kraju zadebiutowała w 2000 roku. Jako kapitan poprowadziła swoją drużynę do trzech tytułów Mistrza Europy w 2004 r. na Węgrzech, 2006 w Szwecji oraz 2010 r. w Danii i Norwegii. Wicemistrzyni Świata z 2001  oraz 2007.
W 2007 r. została wybrana najlepsza piłkarką roku na Świecie.
Mistrzyni olimpijska z Pekinu w 2008 r.
Po zdobyciu mistrzostwa olimpijskiego w 2008 roku  zdecydowała się na przerwę, która zakończyła się w maju 2010 roku.

## Sukcesy

### reprezentacyjne
- Igrzyska Olimpijskie:
  -  2008
- Mistrzostwa Świata:
  -  2001, 2007
- Mistrzostwa Europy:
  -  2004, 2006, 2010
  -  2002

### klubowe
FC Midtjylland Håndbold:
- Mistrzostwa Danii:
  -  2008
  -  2004, 2005
- Puchar Zdobywców Pucharów:
  -  2004
- Puchar EHF:
  -  2007

Larvik HK:
- Mistrzostwo Norwegii:
  -  2011, 2012, 2013, 2014, 2015, 2016, 2017
- Puchar Norwegii:
  -  2011, 2012, 2013, 2014, 2015, 2016, 2017
- Liga Mistrzyń:
  -  2011
  -  2013, 2015

## Nagrody indywidualne
- 2010 - Najlepsza środkowa rozgrywająca Mistrzostw Europy, rozgrywanych w Danii i Norwegii
- 2008 – MVP Igrzysk Olimpijskich, rozgrywanych w Pekinie
- 2007 – Najlepsze piłkarka na świecie
- 2006 – Nagroda dla "The team of the year", "The team player of the year", "The role model of the year" – Idrettsgalla
- 2006 – MVP Mistrzostw Europy, rozgrywanych w Szwecji
- 2005 – Rozgrywająca roku – liga duńska
- 2004 – MVP Mistrzostw Europy, rozgrywanych na Węgrzech